# Easy From Now On
«Easy From Now On» — песня, выпущенная американской певицей Эммилу Харрис в 1978 году. Произведение было написано Карлин Картер (дочерью Джун Картер и Карла Смита, а вскоре и успешной кантри-артисткой) совместно с автором песен и художницей Сюзанной Кларк.
Номер сперва появился в очередном альбоме Харрис, Quarter Moon in a Ten Cent Town (названием лонгплея послужила фраза из этой же композиции), а следом вышел в формате сингла, достигнув Топ-15 американского чарта Hot Country Songs и Топ-5 канадского Country 75 Singles. Кроме того, работа принесла Картер и Кларк награду ASCAP Country Awards как авторам одной из самых ротируемых кантри-песен года.
Успех сингла в итоге послужил толчком для запуска музыкальной карьеры Картер — в том же 1978 году девушка при поддержке менеджера Харрис дебютировала с сольным альбомом. В последующие годы «Easy From Now On» записывали и другие исполнители, в числе которых сама Картер, Сьюзи Боггас, Терри Кларк, Линн Андерсон и Миранда Ламберт. Последняя также вдохновлялась этой песней при сочинении своего хита «Bluebird».

## История
Песню «Easy From Now On» сочинили Карлин Картер и Сюзанна Кларк. Первая являлась дочерью Джун Картер и Карла Смита, а также падчерицей Джонни Кэша. На тот момент её послужной список на музыкальном поприще включал пение в треке «Friendly Gates» из альбома отчима The Junkie and the Juicehead (Minus Me) 1974 года и соавторство композиции «Another Broken Hearted Girl» с пластинки матери Appalachian Pride (1975). В период создания харрисовского хита Карлин было 19-20 лет, она уже имела двоих детей и творчеством могла заниматься только когда те спали.
В свою очередь экс-учительница рисования Сюзанна Кларк была женой Гая Кларка и уже имела опыт создания хитов для других артистов. Наблюдая не только за работой мужа, но и других сильных авторов, гостивших в нэшвиллском доме супругов, в частности, Таунса Ван Зандта, она сама того не планируя прошла серьёзную сочинительскую школу. В результате первая же написанная ей песня — «I’ll Be Your San Antone Rose» — в 1975 году стала кантри-шлягером в исполнении Dottsy. Затем в своём альбоме Luxury Liner (1976) номер также спела Харрис.
Муж Сюзанны, как и Ван Зандт, принадлежали к узкому кругу переехавших в столицу кантри техасских авторов песен, в который помимо них входили, например, Родни Кроуэлл и юный Стив Эрл. На момент написания «Easy From Now On» в этом сообществе нередко проводила время и местная Карлин Картер. Как вспоминал Эрл, создавая композицию обе сочинительницы находились под сильным впечатлением от книги Тома Роббинса Even Cowgirls Get the Blues (1976) и вдохновлялись присущей данному роману эстетикой девушек-ковбоев. Спустя некоторое время, когда песню уже закончили, Кларк, по словам Картер, позвонила ей и сообщила, что находится в студии с Харрис и её продюсером Брайаном Ахерном и предложила подъехать на место и сыграть им «Easy From Now On». Картер так и поступила, и по результатам волнительного для неё прослушивания (артистка была одним из объектов её восхищения) Харрис решила записать композицию.
Произведение в итоге попало в очередной лонгплей певицы, Quarter Moon in a Ten Cent Town (1978). При этом названием альбома послужила строчка из данной песни, а обложку для пластинки нарисовала Кларк. В том же году композиция в формате сингла с треком «You’re Supposed to Be Feeling» на обратной стороне достигла Топ-15 американского чарта Hot Country Songs и Топ-5 канадского Country 75 Singles. Попутно она принёсла Картер и Кларк, как авторам одной из самых ротируемых кантри-песен года, награду ASCAP Country Awards. Вдобавок номер, согласно Картер, дал старт её музыкальной карьере. Сперва менеджер Харрис, Эдди Тикнер, сделал Карлин своей клиенткой и организовал ей контракт с лейблом Warner Bros. Records. Следом она полетела в Лондон, где с подачи Тикнера и его коллеги Мартина Смита записала дебютный альбом Carlene Carter (1978) в сопровождении группы The Rumour. Собственную же версию «Easy From Now On» Картер представила через 12 лет, на сольном диске I Fell in Love. Кроме того, в разные годы номер записывали Сьюзи Боггас, Терри Кларк, Линн Андерсон и Миранда Ламберт.

## Оценки, трактовки и влияние
Редакторы журнала Billboard отметили, что второй сингл Харрис из альбома Quarter Moon in a Ten Cent Town выделяется печальными, красивыми и запоминающимися партиями электрогитар, струнных и гармоники, тогда как вокал самой исполнительницы обеспечивает мягкую, но в то же время трогательную подачу сюжета композиции, повествующей о женщине, уставшей «путешествовать по дороге любви с односторонним движением». Рецензируя сам лонгплей, сотрудники издания также перечислили «Easy From Now On» среди лучших номеров на диске. В числе двух (на пару с композицией «Defying Gravity») наиболее примечательных произведений на свежей пластинке певицы дорожку назвали и их коллеги из еженедельника Cash Box.
Обозреватели издания Record World написали, что солистка уже находится на грани превращения в большого кроссовер-артиста и слёзная новая баллада может оказаться полезным инструментом в достижении этого статуса. Поместив трек в рубрику «Выбор недели», журналисты представили его как очередной качественный сингл Харрис из альбома Quarter Moon in a Ten Cent Town, отметив плавно струящийся темп и умиротворяющее звучание композиции, хорошо подходящие к её лирике, а также исключительно высокий уровень продакшна Брайана Ахерна.
Журналист газеты The Atlanta Journal-Constitution Билл Кинг охарактеризовал «Easy From Now On» как приятную среднетемповую кантри-рок-песню в духе Линды Ронстадт, исполненную Харрис с легкой хрипотцой в голосе, достоверно передающей настроение усталости, смешанной с оптимизмом, которым наполнен текст произведения. Кроме того, данное сочинение, по мнению редактора, служит наглядной иллюстрацией высказывания певицы о том, что её недавно вышедший лонгплей является более «философски позитивным», чем предыдущий, Luxury Liner (1976).
Рецензент газеты The Courier-News Билл Блэр назвал «Easy From Now On» одним из двух (наряду с «Green Rolling Hills») наиболее приятных номеров на пластинке — медленных, грустных, красивых и западающих в память — особо выделив воодушевляющие соло Микки Рафаэля на гармонике. Критик новозеландского журнала Rip It Up Питер Томпсон счёл песню, вероятно, сильнейшей в альбоме и в этом свете, по оценке обозревателя, доверить её соавтору, Сюзанне Кларк, создание обложки диска было справедливым решением. Редактор же канадской газеты Ottawa Journal Брайан Чаддертон заключил, что потенциально композиция является одной из самых популярных на лонгплее, но скорее всего останется в тени более хитовой «To Daddy».
Журналистка Дженнифер Лоулер в своей книге Songs of Life: The Meaning of Country Music (1996) позиционировала «Easy From Now On» как одну из многих песен Харрис, чествующих способность женщин существовать без опоры на мужчин (наряду с такими номерами как «One of These Days» и «To Daddy»). Рецензент газеты The Rapid City Journal Рон Крёзе истолковал композицию более конкретно — как произведение о жене, сытой по горло браком и отныне во что бы то ни стало намеренной пожить в своё удовольствие. Между тем музыкальный критик газеты The Washington Post Джозеф Маклиллан усмотрел в треке, или как минимум его рефрене «It’s gonna be easy from now on», символичную автобиографичность — прекликание с жизнью самой Харрис, в чьей карьере как раз к выходу альбома Quarter Moon in a Ten Cent Town закончился сложный период демонстрации потенциала и настало время пожинать плоды собственной работы.
Авторы книги The Billboard Illustrated Encyclopedia of Country Music (2007) включили «Easy From Now On» свою подборку классических записей Харрис. В 2023 году дорожка вошла также в плейлист журнала Rolling Stone из 13 уютных осенних песен. Обозреватель издания Энджи Марточчио обрисовала её как роскошную открывающую композицию с диска Quarter Moon in a Ten Cent Town (который сам по себе просто создан для осеннего прослушивания), прекрасно подходящую для проигрывания в ходе полуночной автопрогулки или сидения на крыльце в кресле-качалке.
Редактор журнала Country Music Патрик Карр в 1991 году оценил «Easy From Now On» как одно из двух или трёх лучших сочинений Картер, описав его как глубокое и завораживающее небольшое произведение о выживании, самосохранении и свободе: одну из тех песен, которые толком так и не объясняют слушателю историю — что происходит с певицей или что заставило её петь — а вместо этого просто красиво передают чувства героини, подразумевая гораздо больше, чем рассказывают. Другой рецензент того же издания, Боб Аллен, сравнивая характеры харрисовского и картеровского прочтений композиции, заключил, что первое является относительно мягкой, эфемерной и печальной кантри-песней, тогда как второе — дерзкой декларацией независимости.
Согласно певице Миранде Ламберт, выросшей, по её собственным словам, на музыке Харрис, когда ей было 18 лет «Easy From Now On» стала для неё одной из песен «меняющих жизнь». Под вдохновением от особенно тронувшей её фразы из этого произведения («Don’t worry ‘bout me, I got a wild card up my sleeve») исполнительница впоследствии сделала себе большую татуировку с изображением «шальной карты», дамы червей, на правой руке. Кроме того, оммаж этой же строчке (её фрагмент), содержится в сочинённой артисткой в соавторстве композиции «Bluebird» (2019), которая, как объясняла Ламберт, передаёт те же чувства, что и хит 1978 года. Саму «Easy From Now On» вокалистка ранее тоже записала — в своём альбоме Crazy Ex-Girlfriend (2007).

## Позиции в чартах
Еженедельные чарты
| Чарт (1978)                            | Высшая позиция | Прим.  |
| -------------------------------------- | -------------- | ------ |
| США, Billboard, Hot Country Songs      | 12             | [ 30 ] |
| США, Cash Box, Top 100 Country Singles | 12             | [ 31 ] |
| США, Record World, Country Singles     | 11             | [ 32 ] |
| США, Radio & Records, Country Airplay  | 11             | [ 33 ] |
| Канада, RPM, Country 75 Singles        | 5              | [ 34 ] |

## Награды
ASCAP Country Awards
Награда компании ASCAP авторам наиболее ротируемых кантри-песен года (в период с 1 января по 31 декабря 1978-го).
| Год  | Категория                    | Номинант                      | Итог   | Прим.  |
| ---- | ---------------------------- | ----------------------------- | ------ | ------ |
| 1979 | Most Performed Country Songs | Сюзанна Кларк и Карлин Картер | Победа | [ 10 ] |

## Музыканты на записи
- Электрогитара: Джеймс Бёртон
- Акустические гитары: Брайан Ахерн и Альберт Ли
- Педал-стил: Хэнк Девито
- Ударные: Джон Уэйр
- Бас и фортепиано: Эмори Горди
- Гармоника: Микки Рафаэль
- Аранжировщик струнных и дирижёр: Глен Хардин

## Полезные ссылки
- «Easy From Now On» в исполнении Карлин Картер (аудио) на YouTube
- «Easy From Now On» в исполнении Миранды Ламберт (аудио) на YouTube